# الکسی مدودف (کشتی‌گیر)
الکسی مدودف (به روسی: Алексей Медведев؛ زادهٔ ۵ اکتبر ۱۹۷۲) کشتی‌گیر بازنشستهٔ اهل بلاروس است که در دستهٔ فوق سنگین‌وزن کشتی آزاد مردان رقابت می‌کرد. او برندهٔ مدال نقره المپیک ۱۹۹۶ آتلانتا، مدال برنز مسابقات قهرمانی کشتی جهان در ۱۹۹۴ و نیز نایب‌قهرمان مسابقات قهرمانی کشتی اروپا در ۱۹۹۷ است. او در المپیک ۲۰۰۰ سیدنی نیز رقابت کرد که به مقام ششم رسید.